# Hættemåge og dværgmåge
Hættemåge og dværgmåge er en dansk naturfilm fra 1951.

## Handling
Først vises hættemågen i vinter- og sommerdragt; rugningen vises og ungerne iagttages fra de første dage, til de som ungfugle følger de voksne fugle ud på vandet. Derefter vises dværgmågen, som ligner hættemågen noget, men er sjældnere. Om efteråret drager mågerne sydpå i flokke.